# Wasp Hill

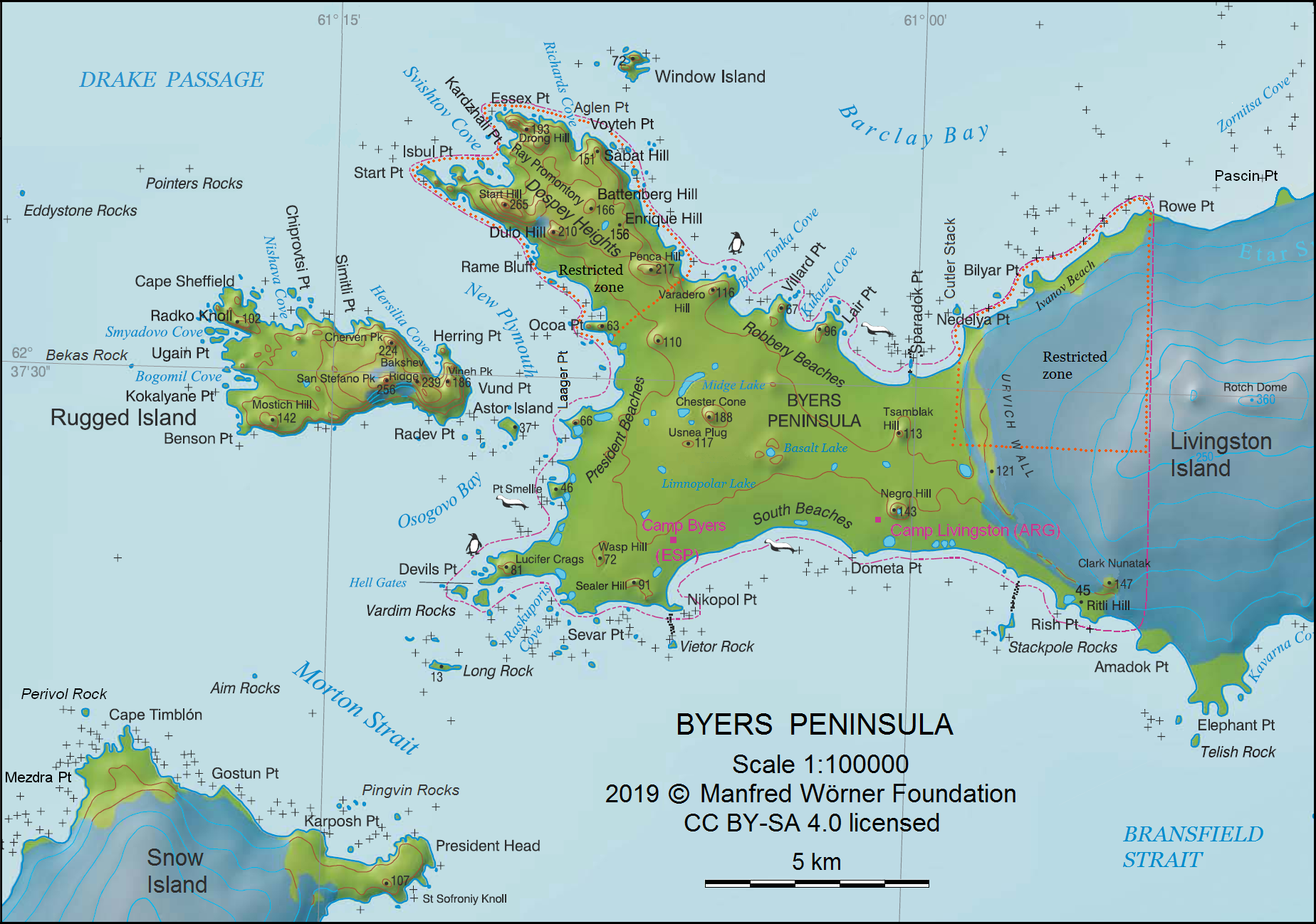
Península de Byers

Wasp Hill es una colina de aproximadamente 72 m de altura en la isla Livingston en el archipiélago de las Islas Shetland del Sur. Se eleva 1,1 km al noroeste de Sealer Hill en la península de Byers.
El Comité de Nombres de Lugares Antárticos del Reino Unido lo nombró en 1993 después de la goleta estadounidense Wasp bajo el mando del Capitán Robert Johnson, quien funcionó desde 1821 hasta 1822 para cazar focas en las aguas alrededor de las Islas Shetland del Sur.